# Mola des Fangar
La mola des Fangar és un cim de 319 metres de les Serres de Llevant, situat al terme de Manacor. Bona part dels seus vessants formen part de la possessió des Fangar i de l'ANEI del mateix nom.